# Lividités cadavériques
Les lividités cadavériques (ou livor mortis) sont une coloration rouge à violacée de la peau liée à un déplacement passif de la masse sanguine vers les parties déclives du cadavre, qui débute dès l'arrêt de l'écoulement du sang.

## Explication des lividités cadavériques

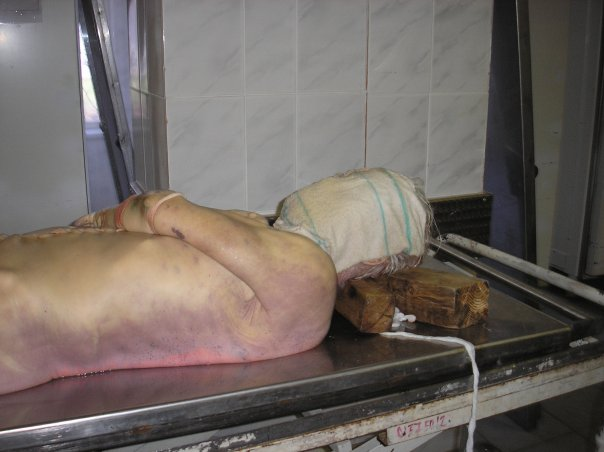
Le livor mortis sur un cadavre.

Le processus d'apparition des lividités cadavériques débute dès la mort de l'individu. En effet :
- la pompe cardiaque fait mouvoir le sang dans l’organisme et son arrêt en entraîne la stagnation ;
- après la mort, des ouvertures se forment dans la paroi des vaisseaux sanguins, constituées de cellules endothéliales ;
- des globules rouges s'échappent alors des vaisseaux, leur densité d = 1,095 étant supérieure à celle du plasma sanguin et des autres cellules sanguines, comprises entre 1,070 et 1,085 ;
- le sang, en s’accumulant, devient visible par translucidité de la peau, d'où une modification de sa teinte qui caractérise les lividités cadavériques.

## Utilisation pratique
La masse sanguine se déplace vers les parties déclives du corps. Les lividités cadavériques se répartissent de manière caractéristique sur le cadavre :
- des zones de coloration rose bleutée de la peau apparaissent d’abord sur le cou et s’étendent ensuite à d’autres régions de l’organisme vers la quinzième heure après le décès ;
- elles épargnent les points de pression : ainsi, sous l’effet de la gravitation, le sang d’une victime allongée s’accumule, s’immobilise et deviendra persistant sous la peau non comprimée des parties les plus basses.

La vitesse de formation des lividités est variable, dépendant notamment de la température, de l'humidité, de ventilation, des vêtements. De manière générale :
- elles apparaissent entre la deuxième et la quatrième heure après la mort ;
- elles deviennent ensuite progressivement de plus en plus marquées pour atteindre le maximum de leur intensité à la douzième heure, elles restent visibles jusqu’à la trentième heure.

Par ailleurs, la mobilité des lividités est également intéressante :
- elles sont dans un premier temps effaçables à la pression : un appui appliqué sur une zone de lividité chasse le sang des vaisseaux et la peau prend une teinte plus pâle par rapport aux zones avoisinantes ;
- à la douzième heure, et à la suite de la perte d'étanchéité des parois vasculaires, le sang imbibe le tissu interstitiel et l'appui appliqué sur une zone de lividité ne peut plus déplacer le sang. À ce stade, les lividités sont dites fixes.

Dans les affaires criminelles, les lividités peuvent donc indiquer un éventuel changement de position du cadavre, si leur emplacement constaté ne correspond pas à celui attendu.
La teinte des lividités cadavériques peut donner des renseignements sur la cause de la mort. Des lividités de teinte rouge-carmin sont typiques d’une intoxication au monoxyde de carbone (CO), alors que des lividités cyanosées orientent généralement vers une cause asphyxique ou vers un décès secondaire dû à une pathologie cardiaque ou pulmonaire.